# Academia Vaganova de Ballet
La Academia Vagánova de Ballet (en ruso: Академия русского балета имени А. Я. Вагановой) es una de las escuelas más famosas e influyentes de ballet clásico del mundo. En diferentes épocas ha sido conocido como Escuela Imperial de Ballet, Instituto Estatal Coreográfico de Leningrado y otros nombres; el de este artículo es el actual.
Establecida en 1738, la academia se encuentra en San Petersburgo, Rusia y su nombre es en honor a renombrada pedagoga Agrippina Vagánova, que desarrolló el método de la instrucción de ballet clásico que ha sido enseñada en la escuela desde los años 1920. Entre los egresados de la escuela se incluyen algunos de los bailarines, coreógrafos y maestros más famosos de la historia y muchos de los que dirigen las escuelas de ballet en el mundo han adoptado elementos del método Vagánova en su propia instrucción.
La Academia Vagánova de Ballet es la escuela asociada del Ballet Mariinski y muchos estudiantes de la escuela bailan después en las mejores compañías del mundo, como son, además de la citada, el Teatro Bolshói, el Royal Ballet, el American Ballet Theatre o el Teatro Mijáilovski. 

## Historia
La escuela fue establecida como Escuela Imperial de Teatro por decreto de la emperatriz Ana de Rusia el 4 de mayo de 1738 con el Maestro de ballet francés Jean-Baptiste Landé como su director. Las primeras clases ocuparon habitaciones vacías en el Palacio de Invierno y los primeros estudiantes fueron doce chicos y doce chicas. El propósito de la escuela fue formar la primera compañía profesional de baile de Rusia, que llevara a la formación del Ballet Imperial, antecesor directo del actual Mariinski, considerado uno de los mejores del mundo, con la Academia Vagánova como su escuela asociada. 
Casi todos los primeros maestros en la escuela fueron de Europa Occidental, incluyendo Franz Hilferding y Giovanni Canzianni y el primer ruso, Iván Valberg. Después de la expansión del ballet en Europa, el desarrollo de la escuela fue influido por varios otros maestros y métodos, incluidos Johannson, Bournonville, y los de métodos italianos como Enrico Cecchetti, Pierina Legnani y Carlotta Brianza. Otros bailarines renombrados del siglo XIX y maestros de ballet que enseñaron e influyeron en el desarrollo en la escuela son Charles Didelot, Jules Perrot, Arthur Sant-Léon, Lev Ivánov, Marius Petipa y Michel Fokine. 
Desde 1836 la escuela se encuentra en la calle Rossi en San Petersburgo. 
En la Revolución rusa de 1917, la Escuela Imperial fue disuelta por el Gobierno soviético y restablecida luego en el mismo sitio como Escuela Estatal Coreográfica de Leningrado. El Ballet Imperial también fue disuelto y restablecido como Ballet Soviético. La compañía pasó a llamarse Ballet Kírov, en homenaje a Serguéi Kírov, bolchevique asesinado en 1934. A pesar de que ahora se llama Mariinski, la compañía todavía es conocida como Ballet Kírov por muchos espectadores occidentales y utiliza este nombre en sus giras internacionales.
Entre los maestros de ballet de la Academia destacó Aleksandr Ivánovich Pushkin cuyos discípulos Rudolf Nuréyev y Mijaíl Barýshnikov son considerados entre los más completos y  célebres bailarines del siglo XX.

## Hoy
La Academia Vagánova de Ballet tiene a más de 300 estudiantes. Como otras instituciones semejantes, la competencia para una plaza en la escuela es muy grande, con más de 3000 candidatos cada año, 300 de ellos son de San Petersburgo. Aproximadamente 60 estudiantes son seleccionados anualmente, con cerca de 25 graduados finales. La Escuela emplea aproximadamente 75 maestros de baile, 30 de piano, 40  académicos y 40 auxiliares. El director es Nikolái Tsiskaridze y la directora artística es Zhanna Ayúpova.

## Audiciones
Las Audiciones para la escuela son en junio y los niños deben tener por lo menos 10 años de edad para presentarse. 
El proceso de la audición está dividido en tres secciones. 
- Aptitud: valora las proporciones del candidato, la altura del salto, apariencia general, etc.
- Físico:  examen médico para valorar las posibilidades fisiológicas del candidato.
- Artístico: valora la musicalidad del candidato, el ritmo, la coordinación y talento artístico.